# 金后蘭
金 后蘭 （キム・フラン、김후란、1934年 - ）は韓国の女性詩人である。ソウル出身。

## 略歴
本名は金炯德で、『韓国日報』‧『ソウル新聞』‧『京郷新聞』の文化部記者、そして『釜山日報』の記者としても勤めた。1960年には『現代文学』に「今日のための歌」が推薦され、本格的な作品活動を始めた。
『靑眉會』の同人として活動しながら、「道端の砂利」、「薔薇」、「ピエロの哀歌」、「あの明かりの下で」などの女性の繊細な感覚と知性が目立つ作品を書いた。「木にて」の詩では、重厚な理知と精神を内面化したものである。
2010年にソウル大学校を卒業した。

## 受賞歴
- 1977年、第3回月灘文学賞

## 主な作品
詩集
- 1968年、『장도와 장미』(粧刀と薔薇)[3]
- 1971年、『음계』(音階)
- 1977年、『어떤 파도』(ある波)
- 1982年、『눈의 나라 시민이 되어』(雪国の市民になって)
- 1985年、『둘이서 하나이 되어』(二人で一つになって)
- 1987年、『오늘을 위한 노래』(今日のための歌)

エッセー集
- 1986年、『사랑의 파수꾼』(愛の番人)
- 1989年、『그리움이 사무칠지라도』(懐かしさが身に染みても)
- 1994年、『우수의 바람』(憂愁の風)